# Encinasola de los Comendadores
Encinasola de los Comendadores ist eine westspanische Gemeinde (municipio) in der Provinz Salamanca in der Autonomen Gemeinschaft Kastilien-León. 2024 hatte die Gemeinde 148 Einwohner. Zur Gemeinde gehören neben dem Hauptort Encinasola de los Comendadores die Ortschaft Picones.

## Lage
Encinasola de los Comendadores liegt etwa 90 Kilometer westnordwestlich von Salamanca in einer Höhe von ca. 710 m. 
Das Klima ist mäßig. Es fällt Regen in einer mittleren Menge (ca. 600 mm/Jahr).

## Bevölkerungsentwicklung
| Jahr      | 1900 | 1950 | 1960 | 1970 | 1981 | 1991 | 2001 | 2011 | 2021 |
| Einwohner | 732  | 707  | 680  | 544  | 433  | 362  | 295  | 217  | 157  |

## Sehenswürdigkeiten
- Johannes-der-Täufer-Kirche (Iglesia de San Juan Bautista)